# Comté (république de Chine)
Pour les articles homonymes, voir Comté.
À Taïwan, le comté (chinois traditionnel : 縣 ; pinyin : xiàn, anglais : county) est une subdivision administrative de premier niveau.

## Hiérarchie
Dans la hiérarchie des organes de gouvernement autonomes (anglais : self-governing bodies), il se classe au premier niveau, au même rang que la municipalité spéciale et la ville provinciale.
Chaque comté est décomposé en cantons ruraux (chinois traditionnel : 鄉 ; pinyin : xiāng, anglais : rural township), cantons urbains (chinois traditionnel : 鎮 ; pinyin : zhèn, anglais : urban township), cantons indigènes montagnards (chinois traditionnel : 山地鄉 ; pinyin : shāndexiāng, anglais : mountain indigenous township) et villes administrées par le comté (chinois traditionnel : 縣轄市 ; pinyin : xiànxiáshì, anglais : county-administered city),.

## Historique
Dans la fin des années 1990, le découpage administratif est simplifié et voit le pouvoir administratif attribué aux provinces, subdivision de premier ordre, simplifié (en terme anglais : streamined) : elles sont directement placées sous le contrôle du Yuan exécutif. La loi est ainsi promulguée le 28 octobre 1998, puis appliquée le 21 décembre,. Cette modification s'applique principalement à la province de Taïwan, étant donné que l'autonomie de la province du Fujian, seconde province du pays, a déjà été transférée au gouvernement central en 1956. Les institutions gouvernementales autonomes sont alors transférées aux comtés et villes provinciales. La province de Taïwan et celle du Fujian englobent respectivement onze et deux comtés.
D'après l'amendement de 2007 du Local Government Act (chinois traditionnel : 地方制度法), tout comté dont la population atteint le seuil de deux millions d'habitants se voit attribuer le statut de quasi-municipalité spéciale (chinois traditionnel : 準直轄市 ; pinyin : zhǔnzhíxiáshì, anglais : quasi-special municipality). Un nouvel amendement de 2009 leur permet de postuler, sous condition de remplir plusieurs critères de développement, à une promotion au statut de quasi-municipalité. Onze comtés et villes provinciales se portent ainsi candidates dès la mise en œuvre de cette réforme, qui conduiraient à la création de sept nouvelles municipalités spéciales si tous les dossiers étaient validés. Après revue par le Yuan exécutif, seuls certains dossiers sont approuvés, ce qui conduit à la promotion de trois comtés en tant que municipalités spéciales : le comté de Taipei devient Nouveau Taipei, la ville de Taichung fusionne avec le comté de Taichung, la ville de Tainan fusionne avec le comté de Tainan. Cette réorganisation du découpage administratif prend effet le 25 décembre 2010,. 
Après avoir automatiquement acquis le statut de quasi-municipalité spéciale en 2011, le comté de Taoyuan dépose un dossier de candidature auprès du Ministère de l'Intérieur en août 2012, après un refus lors de la procédure originelle en 2009. Après accord des autorités, la ville de Taoyuan fusionne ainsi avec le comté de Taoyuan, la décision prenant effet le 25 décembre 2014,.

## Liste des comtés
Ils sont actuellement au nombre de treize :
- comté de Changhua,
- comté de Chiayi,
- comté de Hsinchu,
- comté de Hualien,
- comté de Kinmen,
- comté de Lienchiang,
- comté de Miaoli,
- comté de Nantou,
- comté de Penghu,
- comté de Pingtung,
- comté de Taitung,
- comté de Yilan,
- comté de Yunlin.

## Organisation
Chaque comté est représenté par un conseil et un gouvernement.
Le conseil, chargé des activités législatives du comté, est composé de membres élus pour un mandat de quatre ans renouvelable.
Le gouvernement, chargé des activités administratives du comté, est représenté par un magistrat, élu pour un mandat de quatre ans renouvelable une fois.